# Diário de Porto Alegre
Diário de Porto Alegre foi o primeiro jornal do Rio Grande do Sul.
Sua criação foi possível depois da compra, por subscrição pública, patrocinada pelo então presidente da província João Oliveira e Daun, de uma tipografia, que chegou a Porto Alegre no bergantim Reino Unido, em 4 de agosto de 1822. E também da chegada ao estado de dois franceses, desertores da tropa do General argentino Carlos Maria de Alvear, que pretendeu invadir o Brasil: Estivalet e Claude Dubreuil, respectivamente tipógrafo e impressor na França.
A prisão do presidente da província, que foi levado à corte, atrasou o início do jornal, que iniciou sua circulação em 1º de junho de 1827, quando era presidente da província o brigadeiro Salvador José Maciel, seu primeiro redator foi João Inácio da Cunha, depois substituído por Vicente Ferreira Gomes; aparentemente seu principal redator foi Lourenço Júnior de Castro.
Foi um jornal de características controversas, oscilando entre a favor e contra o governo. Com seu reduzido formato, pouco mais do que um cartaz, de magro conteúdo, continha assuntos da vida corriqueira misturados com publicações oficiais.
Publicava atos do governo, pequenos anúncios de compra e venda, aluguéis, achados, perdas e fugas e entrada e saídas de embarcações no porto. Formato de 12 x 29 com folha dupla em duas colunas, sendo impresso na Tipografia Riograndense.
O Diário abriu caminho para o surgimento de outros periódicos, enquanto a situação política se agravava. Entretanto estes novos jornais encontravam sérias dificuldades para circular, sobrevivendo em média por um ano. Circulou até 30 de junho de 1828, com um total de 144 números.